# 巴索迪諾山
46°24′41.8″N 8°28′6.5″E / 46.411611°N 8.468472°E

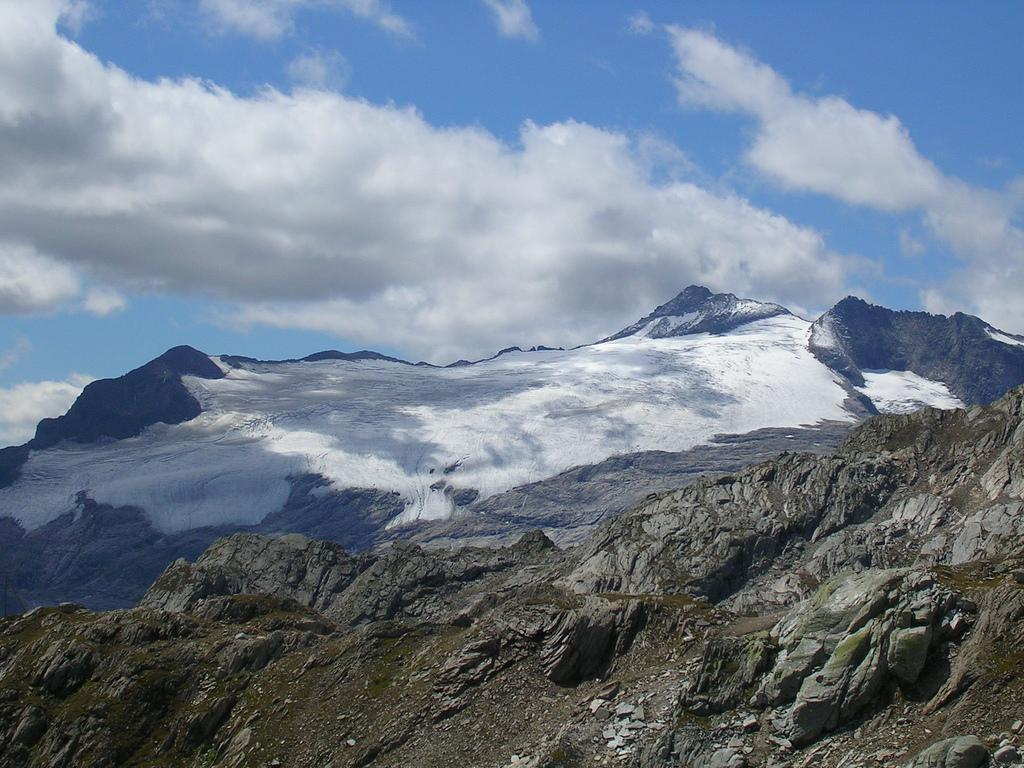

巴索迪諾山（義大利語：Basòdino），是歐洲的山峰，位於瑞士和意大利接壤的邊境，屬於勒蓬廷山的一部分，海拔高度3,273米，人類在1863年9月3日首次登頂。